# Tjæreborg Sogn
Tjæreborg Sogn er et sogn i Skads Provsti (Ribe Stift). Sognet ligger i Esbjerg Kommune (Region Syddanmark). Indtil Kommunalreformen i 2007 lå det i Esbjerg Kommune (Ribe Amt), og indtil Kommunalreformen i 1970 lå det i Skast Herred (Ribe Amt). I Tjæreborg Sogn ligger Tjæreborg Kirke.
I Tjæreborg Sogn findes flg. autoriserede stednavne:
- Borggård (areal)
- Krogsgård Mark (bebyggelse)
- Krusborg (bebyggelse)
- Møllebæk (vandareal)
- Roborg (bebyggelse)
- Solbjerg Plantage (areal)
- Tange (bebyggelse)
- Tjæreborg (stationsby)
- Tjæreborg Enge (areal)
- Tjæreborg Nørremark (bebyggelse)
- Tjæreborgvad (bebyggelse)
- Tradsborg (bebyggelse)
- Tremhøje (areal)
- Østerbyen (bebyggelse)